# 정선민
정선민(鄭先民, 1974년 10월 12일 ~ )은 대한민국의 전 여자 농구 선수이자 현 대한민국 여자 농구 국가대표팀 감독이다. 선수 시절 포지션은 포워드 겸 센터였으며, 별명은 '바스켓 퀸'이다.

## 경력
산호초등학교 4학년때도 선생님의 권유로 농구에 입문했고, 마산여자중학교를 거쳐 마산여자고등학교를 졸업한 후 1993년에 SKC에 입단했다. 1998년 IMF 여파로 SKC가 해체되자 부천 KEB하나은행으로 이적했고, 2003년에는 대한민국 여자 농구 선수로는 사상 처음으로 전미 여자 농구 협회(WNBA) 시애틀 스톰 1라운드 8위로 지명되어 진출하기도 했다. 이후 청주 KB국민은행 스타즈를 거쳐 2006년부터 5년동안 인천 신한은행 에스버드에서 뛰다가 2011년 4월 청주 KB국민은행 스타즈로 돌아왔다. 2012년 4월에 중국 리그 진출을 선언하여, 중국 리그 팀 산시 신루이에서 활동하는 이후 2013년에 현역 은퇴를 선언했다.

### 지도자
2013년 FIBA 아시아 여자 선수권 대회에 참가하는 대한민국 여자 농구 국가대표팀의 코치를 맡으며 첫 지도자 생활을 시작하였다. 2014년 6월에는 인헌고등학교 남자 농구부에 코치로 임명되었다.
2014-15 시즌 도중인 2014년 12월 1일, 박종천 감독, 신기성 코치 체제의 한국여자프로농구(WKBL) 부천 하나외환에 새로운 코치로 합류하였다. 하나외환에서의 두 번째 시즌인 2015-16 시즌.종료 후에는 인천 신한은행 에스버드의 새 감독으로 선임된 신기성과 함께 신한은행의 수석코치로 내정되었다. 2018-19 시즌 종료 후 계약이 만료된 신기성 감독과 함께 코치직에서 물러나게 되었다.

## 플레이 스타일
전 창원 LG 세이커스의 현주엽을 연상시킨다. 센터 출신답게 골밑 장악력이 뛰어난데다 3점슛과 중거리슛의 정확도도 높다. 코트를 보는 시야가 넓어서 6차례의 트리플 더블과 센터로써는 유일무이한 스틸 1위(2002년 겨울리그) 기록을 보유하고 있다.
여자선수로는 최초로 앨리웁을 성공시켜 당시 캐스터와
해설자를 경악하게 만들었다

## 국가대표 활약
히로시마 아시안 게임 금메달 멤버이다. 시드니 올림픽에서 전주원, 정은순과 함께 4위에 오르며 대한민국 여자 농구 재기의 깃발을 올렸다. 2007년 인천에서 열린 아시아 여자농구 선수권 대회에서 하은주와 함께 전승 우승으로 올림픽 출전권을 따 냈고, 2008년 하계 올림픽에 출전하여 8강 진출에 기여했으며 2010년 체코에서 열린 세계선수권대회에서도 8강 진출에 기여했다. 하지만 2010년 10월 13일 구리 KDB생명 위너스와 경기 도중 골반뼈가 골절되는 큰 부상을 입으면서 광저우 아시안 게임 출전이 무산되었다.

## 수상

### 농구대잔치
- MVP: 1996
- 신인상: 1994

### WKBL
- 7× WKBL 정규리그 MVP: 1999 겨울, 2000 여름, 2001 여름, 2002 겨울, 2006 여름, 2008, 2010
- WKBL 챔피언 결정전 MVP: 2008
- 14× WKBL 베스트 5: 1998 여름, 2000 여름, 2001 겨울, 2001 여름, 2002 겨울, 2002 여름, 2003 겨울, 2004 겨울, 2005 겨울, 2005 여름, 2006 여름, 2008, 2009, 2010
- 7× WKBL 득점상: 1998 여름, 1999 겨울, 2001 겨울, 2001 여름, 2002 여름, 2004 겨울, 2008
- 4× WKBL 자유투상: 2001 겨울, 2002 겨울, 2003 겨울, 2005 겨울
- 2× WKBL 스틸상: 1998 여름, 2002 여름
- 2× WKBL 리바운드상: 1999 겨울, 2001 겨울
- WKBL 어시스트상: 2001 겨울
- WKBL 윤덕주상: 2010
- WKBL 우수선수상: 1998 여름
- 5× WKBL 우수수비선수상: 2002 겨울, 2002 여름, 2003 겨울, 2005 겨울, 2007 겨울

## 사생활
동생 정훈종도 전주 KCC 이지스에서 농구 선수로 활약했다.